# لاري كينت
لاري كينت (بالإنجليزية: Larry Kent)‏ هو كاتب سيناريو ومنتج أفلام ومخرج جنوب أفريقي، ولد في 16 مايو 1937 في جوهانسبرغ في جنوب أفريقيا.

## وصلات خارجية
- لاري كينت على موقع IMDb (الإنجليزية)
- لاري كينت على موقع ألو سيني (الفرنسية)
- لاري كينت على موقع أول موفي (الإنجليزية)
- لاري كينت على موقع قاعدة بيانات الأفلام السويدية (السويدية)
- لاري كينت على موقع قاعدة بيانات الفيلم (الإنجليزية)
- لاري كينت على موقع كينوبويسك (الروسية)